# 대전신흥초등학교
대전신흥초등학교는 대한민국 대전광역시 동구 신흥동에 있는 공립 초등학교이다.

## 학교 연혁
- 1924년 4월 1일 대전제2공립보통학교 개교
- 1938년 4월 1일 대전욱정공립심상소학교로 개칭[1][2]
- 1941년 4월 1일 대전욱정공립국민학교로 개칭[3]
- 1946년 10월 5일 대전신흥국민학교로 개칭
- 1951년 3월 5일 야구부 창단
- 1953년 7월 1일 천동국민학교 분리
- 1955년 4월 6일 문창국민학교 분리
- 1968년 10월 2일 대동국민학교 분리
- 1996년 3월 1일 대전신흥초등학교로 개칭[4]
- 1996년 5월 15일 병설유치원 개원
- 2008년 7월 1일 급식실 준공
- 2010년 3월 23일 영어실 개관
- 2011년 2월 25일 본동 대수선 공사 완공
- 2016년 8월 24일 단설신흥유치원 신축
- 2017년 3월 1일 대전신흥유치원 분리 개원
- 2017년 4월 5일 무궁화 동산 조성
- 2017년 11월 14일 새오름 도서관 개관
- 2017년 12월 18일 스마트교실 구축
- 2018년 12월 14일 본동 증축 및 내진공사
- 2020년 2월 14일 제94회 152명 졸업(총 29,542명)
- 2020년 3월 1일 42학급 편성(특수학급 1학급 포함)
- 2020년 3월 1일 제37대 배진희 교장 취임
- 2021년 2월 9일 제 95회 160명 졸업(총 29,702명)
- 2021년 3월 1일 44학급 편성(특수학급 1학급 포함)
- 2021년 12월 24일 제96회 142명 졸업 (총 29,844명)
- 2022년 3월 1일 52학급 편성(특수학급 2학급 포함)
- 2022년 9월 26일 급식실 증축
- 2023년 2월 15일 제97회 170명 졸업(총 30,014명)
- 2023년 2월 28일 방송실 수선 공사(리모델링 및 장비 교체)
- 2023년 3월 1일 48학급 편성(특수학급 2학급 포함)
- 2023년 3월 20일 학교공간 혁신사업(그린스마트 미래학교 준공)
- 2023년 12월 31일 친환경 운동장 조성 공사
- 2024년 2월 8일 제98회 182명 졸업(총 30,196명)
- 2024년 3월 1일 49학급 편성(특수학급 2학급 포함)
- 2024년 4뤌 1일 개교 100주년

## 학교 상징
- 교화 - 장미 : 장미의 꽃말처럼 신흥어린이도 열정적으로 공부하고 사랑을 베풀어 사람들에게 기쁨을 주는 아름다운 사람이 되자.
- 교목 - 은행나무 : 은행나무가 수명이 길고 공기 정화작용을 하는 것처럼 신흥어린이도 건강하고 다른 사람을 도와주는 사람이 되자.

## 참고 자료
- 대전신흥초등학교 - 한국교육학술정보원 학교알리미